# Christian Friedrich Bauer
Christian Friedrich Bauer (* 27. Oktober 1696 in Hopfgarten; † 28. September 1752 in Wittenberg) war ein deutscher evangelischer Theologe.

## Leben
Geboren als Sohn des Rittergutsadministrators, Steuereinnehmers und Ratsherrn Friedrich Bauer und seiner Frau, die Tochter des Pfarrers in Rötha Johann Georg Güttner, erhielt er zuerst Privatunterricht in Geithain, wo er nach dem Besuch der dortigen Schule unter dem Rektor Streitmann die griechische, lateinische und hebräische Sprache erlernte. Anschließend besuchte er 1712 die Fürstenschule Grimma, immatrikulierte sich im Wintersemester 1716 an der Universität Leipzig und erlangte im Februar 1720 den akademischen Grad eines Magisters der Philosophie. Nachdem er Vorlesungen als Prediger an der Paulinerkirche gehalten hatte, wurde er 1724 Pfarrer in Friesdorf und Dekan in Mansfeld.
Er beschäftigte sich dort mit dem alten Testament, was ihm 1752 einen Ruf an die Universität Wittenberg einbrachte als Professor der Theologie und Ephorus der kurfürstlichen Stipendiaten. Bauer nahm den Ruf an und ließ sich mit seinen sieben Söhnen am 11. Mai 1741 an der Universität Wittenberg immatrikulieren. Im gleichen Halbjahr am 29. August promovierte er zum Doktor der Theologie. In Wittenberg beschäftigte er sich damals mit der viel behandelten Frage der Akzente des Hebräischen, ohne sie jedoch entscheidend zu fördern, da er unter anderem 6 Jahre lang mit ausgerenktem Knie Vorlesungen in seinem Bett abhielt. Zudem beteiligte er sich auch an den organisatorischen Aufgaben der Wittenberger Akademie und war in den Wintersemestern 1744 und 1748 Rektor der Universität Wittenberg.

## Familie
Genealogisch erwähnenswert wäre, dass er 1724 die Witwe Johanna Magarethe, die Tochter des Leipziger Bürgers und Mühleninspektors Johann Müller, geheiratet hatte. Aus der Ehe sind 11 Kinder hervorgegangen, 8 Söhne und 3 Töchter. Bekannt ist:
- Friedrich Ernst Bauer (* 9. Juli 1725 in Friesdorf; † 13. Juli 1797 in Schlieben) war Pfarrer in Apollensdorf, Bad Schmiedeberg und Propst von Schlieben
- Johann Ernst Bauer (* 8. Januar 1727 in Friesdorf) Pfarrer in Hinternah
- Christiane Ernestine Bauer (* 7. Dezember 1728 in Friesdorf)
- Elisabeth Ernestine Bauer (* 22. April 1728 in Friesdorf;) verh. seit 16. Mai 1752 in Wittenberg mit D. Christian Gottfried Francke (* 29. Januar 1712 in Marinau; † 31. März 1789 in Wittenberg) 1730 Uni WB, 22. Oktober 1737 Dr. jur. Uni WB; Stadtrichter in Wittenberg
- Christian Ernst Bauer (* 7. November 1731 in Freisdorf; † 29. Oktober 1793) Dr. jur. und Bürgermeister von Wittenberg
- August Ernst Bauer (* 7. November 1731 in Friesdorf; † 1741)
- Gottlob Ernst Bauer (* 21. August 1733 in Friesdorf; † 1754 in Wittenberg) als Stud.
- Gustav Christoph Ernst Bauer (* 6. Juni 1735 in Friesdorf; † 26. Mai 1788 in Wittenberg) 1759 Magister, 1763 3. Diac. in WB, verstarb unverheiratet
- Friedericke Ernestine Bauer (* 21. Januar 1740 in Friesdorf; † 1771) verh. mit Friedrich Wilhelm Grebel (* 1722 in Sachsenburg in Thüringen; † 10. Juli 1784 in Wittenberg), akademischer Protonnotarius am Wittenberger Konsistorium
- Romanus Ernst Bauer (* 18. November 1741 in Friesdorf; † 1772)
- August Ernst Bauer, war nach 1804 kaiserlicher Offizier in Österreich

## Werkauswahl
- Gruendliche Erlaeuterung der dunklen Oerter und Steine des Anstoßes Alten und Neuen Testaments, nebst einem Ausführlichen Berichte der von den Commentariis und Auslegung der heiligen Schrift. Martini, Leipzig 1714–1744. (Digitalisat Band 1)
- Die Weissagungen von Jesu dem wahren Meßia : so in denen fünff Büchern Mosis enthalten, durch Hülfe des Grundtexts und der Accentuation gegen Clericum und den Verfasser der freyen Wertheimischen Ueberstzung treulich bewähret und gerettet. 2 Bände. Martini, Leipzig 1737.